# Oncidium amictum
Oncidium amictum là một loài phong lan đặc hữu của đông nam Brasil.